# (1648) Шайна
(1648) Шайна (лат. Shajna) — типичный астероид главного пояса, открыт 5 сентября 1935 года советским астрономом Пелагеей Фёдоровной Шайн в Симеизской обсерватории и 20 февраля 1962 года назван в честь советских астрономов Григория и Пелагеи Шайн.

## Обнаружение и именование
(1648) Шайна
Открыт 5 сентября 1935 года в Симеизе П. Ф. Шайн.
Эта планета названа в честь двух покойных русских астрономов г-на Г. А. Шайна (1892—1956) и г-жи П. Ф. Шайн (1894—1956) [см. планета (1190)]. В честь Г. А. Шайна также назван лунный кратер.
Оригинальный текст (англ.)1648 Shajna
Discovered 1935-09-05 by Shajn, P. at Simeis.
This planet is named in honor of the two late Russian astronomers, Mr. G. A. Shajn {1892—1956} and Mrs. P. F. Shajn {1894—1956} {see planet (1190)}. G. A. Shajn is also honored by a lunar crater.
Источники: DISCOVERY.DB; M.P.C. 2117.

## Орбита

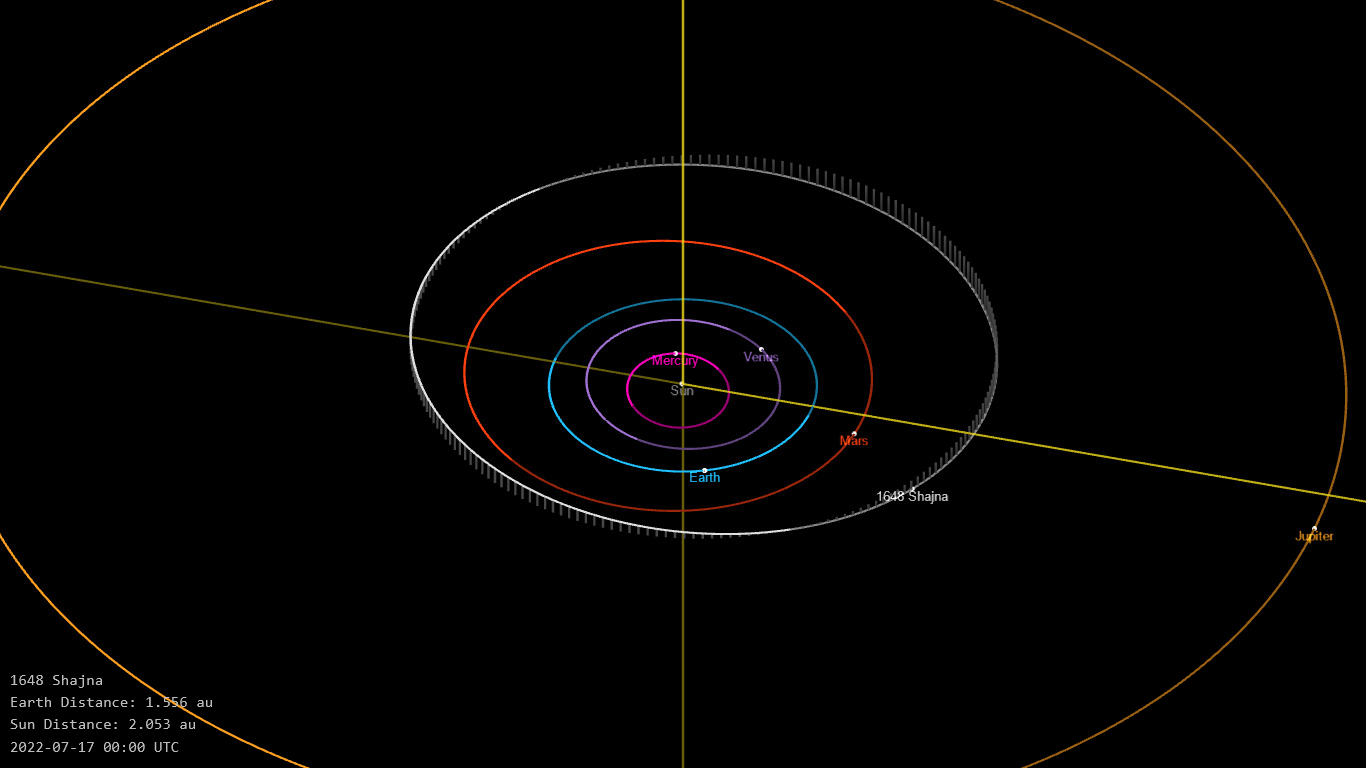
Орбита астероида Шайна и его положение в Солнечной системе

## Физические характеристики
Астероид относится к таксономическому классу S.
По результатам наблюдений в видимом и ближнем инфракрасном диапазоне космического телескопа NEOWISE диаметр астероида сначала оценивался равным 9,450±0,141 км, позже — 8,30±0,30 км, 8,26±1,47 км, 9,450±0,141 км. Согласно тем же источникам альбедо оценивается как 0,1906±0,0165, 0,247±0,049, 0,35±0,13 и 0,191±0,016.